# Ошибка времени
«Ошибка времени» (англ. Time Lapse) — научно-фантастический фильм режиссёра Брэдли Кинга. В главных ролях — Даниэль Панабэйкер, Мэтью О’Лири и Джордж Финн. Премьера состоялась на Брюссельском кинофестивале фантастических фильмов 18 апреля 2014 года. Премьера в России состоялась 19 сентября 2014 года.

## Сюжет
Проживающие в одной квартире в жилом комплексе трое друзей — Келли, Финн и Джаспер — пытаются наладить свою жизнь. Работая официанткой, Келли мечтает добиться успехов в области писательства. Финн работает сантехником, а также желает избавиться от творческого кризиса и вновь продолжить рисовать картины. Джаспер же пытается заработать, делая ставки на собачьих бегах, мечтая на этом разбогатеть.
Однажды Келли поступает телефонный звонок, в котором ей сообщают о том, что мистер Беззерайдс, их сосед-учёный из дома напротив, задолжал за аренду квартиры. Большой Джо, их охранник, также сообщает о том, что заметил просроченные штрафы на его автомобиле. Ребята решают проверить, в чём дело, и Келли отправляется наведаться в дом напротив. Она несколько раз стучится в дверь и пытается позвать мистера Беззерайдса, но никто не отзывается и не открывает ей. Тогда Келли, воспользовавшись своим комплектом ключей, попадает внутрь. Однако, ей не удаётся никого обнаружить внутри. Продолжая поиск, девушка заходит в одну из комнат и обнаруживает там странное устройство у окна, направленное объективом на их дом. Келли приводит туда друзей, и они приходят к выводу, что это — камера, делающая фотографии их гостиной из будущего на 24 часа вперёд каждый день ровно в восемь часов вечера. Келли также находит записи учёного, в последней из которых он упомянул о том, что менять будущее может быть опасно, однако он собирается рискнуть это сделать.
Позже ребята находят тело мёртвого мистера Беззерайдса в его  кладовке и предполагают, что он погиб в результате попытки поменять будущее. Проявив особый интерес к камере, друзья решают никому не сообщать о трупе, чтобы у них был доступ к устройству. Для этого они пытаются создать для всех иллюзию, будто мистер Беззерайдс жив — убирают с крыльца газеты, поливают цветы, перегоняют его автомобиль и оплачивают штрафы.
Поначалу у ребят всё складывается хорошо: Финн вновь рисует, так как на фотографиях следующего дня холст на его мольберте не пустует, а содержит новые картины. Джаспер же, пользуясь возможностью, списывает на бумагу результаты скачек, а затем вывешивает их на окне к моменту фотографирования, чтобы за день до этого уже быть в курсе того, кто станет победителем. Однако, с каждым новым фото увиденное всё больше и больше пугает и приводит главных героев в недоумение. Они становятся пленниками этих снимков, так как находятся в страхе перед тем, что их настигнет участь их соседа, если они допустят хотя бы малейшую ошибку. В результате о камере узнаёт букмекер, который заподозрил что-то неладное в постоянных выигрышах Джаспера, и обещает сохранить всем жизнь, если тот будет рисовать результаты скачек и отдавать фото его вышибале. С помощью фото Джаспер предупредил сам себя об опасности и обставил всё так, что смог убить букмекера и его вышибалу. Только всё улеглось, как выяснилось, что доктор перед смертью смог сделать фото из более далекого будущего и отправил его своей коллеге. Поначалу она угрожала пистолетом, но, успокоившись, убрала его и начала вести мирную беседу, в результате которой Джаспер убил её, не задумываясь. Финн собрался уехать вместе с Келли, но тут пришло новое фото, на котором запечатлена измена Келли с Джаспером, а Финн при этом лежит на диване.
Финн, ошарашенный этим, говорит Джасперу, что давно хотел сделать Келли предложение и даже купил кольцо. Финн решает сломать камеру, но обезумевший Джаспер вырубает его, забирает кольцо и бросает Финна с трупами в подвале. Он планирует повторить последнее фото, а потом убить Финна и Келли. С помощью подсказок Финн выбирается из подвала и начинает пугать Джаспера тем, что уничтожит камеру. Он требует, чтобы Келли забрала пистолет и кольцо, таким образом сделав ей предложение.
Финн и Келли начинают собирать вещи, но Джаспера такой расклад не устраивает, и завязывается драка, в ходе которой Келли убивает Джаспера хрустальным шаром. Девушка говорит своему парню, что фото изменилось: теперь вместо измены там запечетлена опечатанная комната. Когда Келли идёт за льдом для Финна, тот застукивает её что-то прячущей в ванной, а затем фотографирующей себя в 8 утра с подсказками на окне. Ей приходится всё рассказать: оказывается, камера делала два снимка - утром и вечером. Келли была первая, кто узнал про камеру, и всё это время утром через камеру она оставляла для себя подсказки. На вопрос Финна "зачем" она показывает ему спрятанные фото с изменой. За месяц до всего случившегося Келли хотела освежить отношения, заставив Финна ревновать. После вечеринок Келли устраивала пьяные шарады с Джаспером, чтобы Финн якобы их застукал, но во время одной из вечеринок Келли напилась до такого состояния, что правда изменила Финну, пока тот спал на диване. Услышав всё это, Финн срывает с Келли кольцо. Поняв, что всё это время она подвергала их опасности, Финн принимает решение о разрыве. Он собирается уничтожить камеру, но Келли убивает его из пистолета. Она решает оставить себе подсказку "Не попадись у окна", чтобы стереть весь этот разговор и просто уехать с живым Финном. На следующее утро, она оставляет листок с подсказкой на стекле, но тут приезжает сосед полицейский. Оказывается, когда Финн вылез из подвала, он позвонил соседу, чтобы тот приехал. Келли, думая, что всё исправила, впускает полицейского в дом с двумя трупами, а затем, арестованная, идёт с ним к его машине. В этот момент листок падает с окна на пол. Келли бежит в дом, чтобы поднять его, но полицейский не даёт ей это сделать. Камера делает последний снимок.

## В ролях
| Актёр              | Роль              |
| ------------------ | ----------------- |
| Даниэль Панабэйкер | Келли             |
| Мэтью О’Лири       | Финн              |
| Джордж Финн        | Джаспер           |
| Эймин Джозеф       | Большой Джо       |
| Джейсон Спайсэк    | Айвен             |
| Шарон Морган       | Доктор Хайдекер   |
| Дэвид Фиглиоли     | Маркус            |
| Джудит Дрейк       | Миссис Андерсон   |
| Джон Рис-Дэвис     | Мистер Беззерайдс |

## Критика
Фильм получил положительные отзывы кинокритиков. На сайте Rotten Tomatoes фильм имеет рейтинг 73 % на основе 15 рецензий со средним баллом 6 из 10. На сайте Metacritic фильм имеет оценку 50 из 100 на основе 5 рецензий критиков, что соответствует статусу «смешанные или средние отзывы».